# 大公路 (路竹區)
大公路（Dagong Rd.）為高雄市路竹區西邊近海岸郊區的南北向主要幹道，本道路經竹滬地區，全線編號台17線。北起湖內、路竹區交界接和平路。南至路竹、永安區交界由保安路接續至彌陀區。是路竹區往來北高雄沿海亦接近台南市的重要道路。

## 行經行政區域
- 路竹區

## 沿線設施
（由北至南）
- 竹滬鹽田
- 竹滬社區
- 路竹太陽能發電示範場
  - 國家原子能科技研究院（路竹太陽能發電示範場內）
- 7-Eleven竹滬門市（華正路390號）
- 台灣基督長老教會海安教會
- 台灣中油新達加油站

## 公車資訊
- 高雄客運
  - 8043 高雄火車站－台17線－茄萣